# 九龍巴士12A線
九龍巴士12A線是由九巴營運的一條香港九龍巴士路線，來往黃埔花園及長沙灣（海達邨）。雖然本線之起訖點跟已停辦的212線相同，但本線取道界限街及太子道西來往，以服務九龍城區為主；後者則途經加士居道及彌敦道，服務範圍迥異。

## 歷史
- 1956年7月4日：本線投入服務，最初是來往深水埗碼頭至九龍城碼頭，以配合油麻地小輪來往九龍城至灣仔的渡輪（已取消）啟航。
- 1963年9月1日：本線由九龍城碼頭延長至紅磡碼頭。
- 1975年11月30日：本線由紅磡碼頭遷往九龍車站。
- 1983年5月1日：本線配合九廣鐵路（今港鐵東鐵綫）電氣化，改名為12K。
- 1984年8月24日：本線由九龍車站縮短至九龍城碼頭，避免與1K及2K重疊，路線編號改回12A。
- 1987年11月23日：本線由九龍城碼頭延長至黃埔花園。
- 1999年3月7日：本線由深水埗碼頭遷往深水埗（東京街）。
- 2000年5月1日：本線增派空調巴士行走，收費$4.3。
- 2003年11月16日：本線由深水埗（東京街）遷往南昌站公共運輸交匯處。
- 2003年12月20日至2004年12月31日：本線提供與九廣西鐵之八達通轉乘優惠。
- 2008年6月8日：九巴加價，非空調巴士由$3增加至$3.2，空調巴士則由$4.3增加至$4.4。
- 2011年5月15日：本線增加收費，非空調巴士由$3.2增加至$3.3，空調巴士則由$4.4增加至$4.6。
- 2011年9月19日：本線提升至全空調服務[1]。
- 2012年9月29日：南昌站公共運輸交匯處因物業發展而停用，本線再次以深水埗（東京街）巴士總站為總站[2]。
- 2015年9月5日：增設到站時間預報。[3]
- 2016年10月6日：為配合房署建築項目，本線由該日首班車起，總站由原來的深水埗（東京街）巴士總站遷移至前方位置（近深旺道及興華街西的交界），並改名為長沙灣（深旺道）。
- 2019年2月24日：往深旺道方向，改停太子道西「福佬村道」站，不停「侯王道」站。[4]
- 2020年7月13日：黃埔花園及長沙灣頭班車分別提早至05:50及05:30開出[5]。
- 2023年4月23日：長沙灣總站由深旺道遷往新落成的海達公共運輸交匯處；往長沙灣方向取消深旺道「東京街西」站[6]。

## 服務時間及班次
| 黃埔花園開       | 黃埔花園開  | 黃埔花園開   | 長沙灣（海達邨）開 | 長沙灣（海達邨）開 | 長沙灣（海達邨）開 |
| 日期             | 服務時間    | 班次（分鐘） | 日期               | 服務時間           | 班次（分鐘）       |
| ---------------- | ----------- | ------------ | ------------------ | ------------------ | ------------------ |
| 星期一至五       | 05:50       | 05:50        | 星期一至五         | 05:30-06:10        | 20                 |
| 星期一至五       | 06:10-06:40 | 15           | 星期一至五         | 06:10-06:58        | 16                 |
| 星期一至五       | 06:40-07:40 | 12           | 星期一至五         | 06:58-07:58        | 10                 |
| 星期一至五       | 07:40-09:10 | 18           | 星期一至五         | 07:58-09:00        | 15/16              |
| 星期一至五       | 09:10-12:10 | 20           | 星期一至五         | 09:00-13:00        | 20                 |
| 星期一至五       | 12:10-18:25 | 15           | 星期一至五         | 13:00-18:15        | 15                 |
| 星期一至五       | 18:25-21:25 | 20           | 星期一至五         | 18:15-20:55        | 20                 |
| 星期一至五       | 21:25-00:20 | 25           | 星期一至五         | 20:55-23:50        | 25                 |
| 星期六           | 05:50-14:50 | 20           | 星期六             | 05:30-07:10        | 20                 |
| 星期六           | 14:50-18:05 | 15           | 星期六             | 07:10-11:40        | 18                 |
| 星期六           | 18:05-21:25 | 20           | 星期六             | 11:40-18:55        | 15                 |
| 星期六           | 21:25-00:20 | 25           | 星期六             | 18:55-20:55        | 20                 |
|                  |             |              | 星期六             | 20:55-23:50        | 25                 |
| 星期日及公眾假期 | 05:50-20:10 | 20           | 星期日及公眾假期   | 05:30-20:30        | 20                 |
| 星期日及公眾假期 | 20:10-00:20 | 25           | 星期日及公眾假期   | 20:30-23:50        | 25                 |

## 收費
全程：$5.8
| - 本線設有12歲以下小童及65歲或以上長者半價優惠。 - 65歲或以上香港居民使用「樂悠咭」，以及12歲以下合資格殘疾兒童使用「殘疾人士身份」個人八達通繳付車資，均可享有每程$2.0或半價（以較低者為準）的票價優惠；12至64歲合資格殘疾人士使用「殘疾人士身份」個人八達通（包括「樂悠咭」），以及60至64歲香港居民使用「樂悠咭」繳付車資，均可享有每程$2.0或全費（以較低者為準）的票價優惠。 - 65歲或以上長者如使用長者或一般個人八達通繳付車資，則只可享有半價優惠；12至64歲合資格殘疾人士如不使用「殘疾人士身份」個人八達通，以及60至64歲人士如不使用「樂悠咭」繳付車資，必須繳付全費。 - 乘客可以現金或八達通於上車時付款，不設找續。 - 每位成人乘客可免費攜帶最多兩名4歲以下而不佔座位的兒童乘客乘車，超額之4歲以下小童必須繳付小童車費乘車。 - 持有「九巴月票」之乘客在車票有效期內，每日可享最多10程任何九龍巴士及龍運巴士路線（包括本路線，以及聯營路線的九龍巴士／龍運巴士提供的班次；惟乘搭機場「A」及「NA」線則可享原價二七折優惠（不會計算每天10次合資格車程））；而B1線則每日可享最多各2程（不會計算每天10次合資格車程）。 - 九龍巴士、城巴、龍運巴士及陽光巴士全職員工及家屬（不包括外判職員）可免費乘搭本路線，惟必須拍職員或職員家屬八達通。 - 乘客亦可透過多元化電子支付系統（e度嘟）繳付車資，包括使用非接觸式VISA卡、JCB卡、萬事達卡、銀聯卡、美國運通、大來國際、Discover Card、Apple Pay、Google Pay、Samsung Pay、AlipayHK「易乘碼」、支付寶、WeChatHK／微信支付「搭車碼」、銀聯雲閃付「乘車碼」及BOC Pay「乘車碼」。乘客使用此付款方式，使用此支付方式的乘客可享有中途下車之分段收費，以及與其他九巴／龍運獨營路線或聯營線九巴／龍運班次之轉乘優惠，惟不適用於與非九巴／龍運路線之轉乘優惠，亦不能享有「公共交通費用補貼計劃」及「長者及合資格殘疾人士公共交通票價優惠計劃」。 |

### 八達通轉乘優惠
由本線於上車後2.5小時內轉乘30X線，或由上述路線轉乘本線，次程可獲$4.2優惠。

## 使用車輛
現時本線使用8輛12米富豪B9TL（AVBWU）及1輛Enviro500 MMC 12米（ATENU）行走本線。
本線有來自同為海達邨為總站的18與286C柯打，亦有來自附近深旺道/海麗的118、914與12柯打。另外亦不乏來自其他路線的柯打，如2、2E、6、6C、6D、6F、8、8A、8P、31B、31M、36、36A、36M、42A、102、112、904、905、935、936等。
| 車隊編號 | 車牌   |
| -------- | ------ |
| ATENU765 | TT4918 |
| AVBWU424 | TR5620 |
| AVBWU426 | TR6812 |
| AVBWU428 | TS1239 |
| AVBWU430 | TS4553 |
| AVBWU431 | TS4623 |
| AVBWU433 | TS9880 |
| AVBWU443 | TU7397 |
| AVBWU447 | TW1903 |

## 行車路線
黃埔花園開經：德康街、紅磡道、紅磡繞道、迴旋處、紅鸞道、紅樂道、紅荔道、紅磡南道、紅菱街、暢通道、機利士南路、蕪湖街、馬頭圍道、土瓜灣道、馬頭角道、馬頭涌道、太子道西、天橋、荔枝角道、界限街、海壇街、欽州街、欽州街西、深旺道及海達街。
長沙灣（海達邨）開經：海達街、深旺道、欽州街西、欽州街、荔枝角道、界限街、太子道西、馬頭涌道、木廠街、土瓜灣道、馬頭圍道、蕪湖街、德民街及德安街。

### 沿線車站
| 黃埔花園開 | 黃埔花園開               | 黃埔花園開             | 長沙灣（海達邨）開 | 長沙灣（海達邨）開       | 長沙灣（海達邨）開 |
| 序號       | 車站名稱                 | 位置                   | 序號               | 車站名稱                 | 位置               |
| ---------- | ------------------------ | ---------------------- | ------------------ | ------------------------ | ------------------ |
| 1          | 黃埔花園巴士總站         | 黃埔花園公共運輸交匯處 | 1                  | 長沙灣（海達邨）巴士總站 | 海達公共運輸交匯處 |
| 2          | 紅樂道                   | 紅樂道                 | 2                  | 富昌邨                   | 深旺道             |
| 3          | 紅磡南道                 | 紅磡南道               | 3                  | 南昌邨                   | 欽州街西           |
| 4          | 機利士南路               | 機利士南路             | 4                  | 醫局街                   | 欽州街             |
| 5          | 孖庶街                   | 蕪湖街                 | 5                  | 桂林街                   | 荔枝角道           |
| 6          | 北拱街                   | 馬頭圍道               | 6                  | 石硤尾街                 | 荔枝角道           |
| 7          | 石塘街                   | 馬頭圍道               | 7                  | 大南街                   | 界限街             |
| 8          | 浙江街                   | 土瓜灣道               | 8                  | 白楊街                   | 界限街             |
| 9          | 上鄉道                   | 土瓜灣道               | 9                  | 警察體育遊樂會           | 界限街             |
| 10         | 中華煤氣公司             | 馬頭角道               | 10                 | 花墟公園                 | 界限街             |
| 11         | 欣榮花園                 | 馬頭角道               | 11                 | 明愛太子宿舍             | 界限街             |
| 12         | 家計會                   | 馬頭涌道               | 12                 | 喇沙小學                 | 界限街             |
| 13         | 亞皆老街球場             | 馬頭涌道               | 13                 | 聖德肋撒醫院             | 界限街             |
| 14         | 侯王道                   | 太子道西               | 14                 | 獅子石道                 | 太子道西           |
| 15         | 喇沙利道                 | 太子道西               | 15                 | 宋皇臺道                 | 馬頭涌道           |
| 16         | 聖德肋撒堂               | 太子道西               | 16                 | 北帝街                   | 木廠街             |
| 17         | 拔萃男書院               | 太子道西               | 17                 | 香港盲人輔導會           | 木廠街             |
| 18         | 楓樹街                   | 荔枝角道               | 18                 | 翔龍灣                   | 土瓜灣道           |
| 19         | 南昌街                   | 海壇街                 | 19                 | 貴州街                   | 土瓜灣道           |
| 20         | 桂林街                   | 海壇街                 | 20                 | 落山道                   | 土瓜灣道           |
| 21         | 通州街公園               | 欽州街                 | 21                 | 鴻福街                   | 土瓜灣道           |
| 22         | 富昌邨                   | 深旺道                 | 22                 | 庇利街                   | 馬頭圍道           |
| 23         | 長沙灣（海達邨）巴士總站 | 海達公共運輸交匯處     | 23                 | 鶴園街                   | 馬頭圍道           |
|            |                          |                        | 24                 | 德民街                   | 德民街             |
| 25         | 黃埔花園巴士總站         | 黃埔花園公共運輸交匯處 |                    |                          |                    |

## 客量
12A線是來往深水埗及土瓜灣的主要路線，沿途流水客量不俗。自從九巴212線取消後，成為深水埗西唯一直達黃埔的路線，加上沿線學校林立，上下課經常頂閘。

## 外部連結
九巴
- 九龍巴士12A線 （页面存档备份，存于）

其他
- 九龍巴士12A線－i-busnet.com （页面存档备份，存于）
- 九龍巴士12A線－681巴士總站 （页面存档备份，存于）